# Оуфайрюфосс
Оуфайрюфосс (ісл. Ófærufoss) — двоступеневий водоспад на півдні Ісландії на річці Нірдре-Оуфайр. Раніше над водоспадом проходив природний кам'яний міст з базальту, але він був зруйнований внаслідок весняних паводків у 1992—1993 роках.